# Zabezpieczenie druku
Zasugerowano, aby zintegrować ten artykuł z artykułem Druk zabezpieczony. Nie opisano powodu propozycji integracji.
Zabezpieczenie druku – technika chronienia druków przed kopiowaniem lub zmienianiem.

## Zabezpieczenia występujące w samym podłożu drukowym
- tajna receptura dla wyprodukowania podłoża drukowego (papieru czy tworzywa sztucznego),
- znak wodny,
- włókna zabezpieczające,
- broki,
- nitka zabezpieczająca,
- zabezpieczenie chemiczne chroniące dokument przed bezśladowym usuwaniem lub zmianami zapisów: po użyciu rozpuszczalników organicznych lub innych odczynników chemicznych na papierze powstaną wyraźne barwne plamy niedające się usunąć.

## Utrudnienia procesu druku związane z podłożem drukowym
- stosowanie podłoży trudnych do druku (np. tworzywa sztuczne),
- stosowanie podłoży łatwo deformujących się w czasie druku (problem z pasowaniem),

## Utrudnienia związane z techniką druku
- stosowanie wielu technik druku jednocześnie: offset, sitodruk, typografia, staloryt, hot-stamping lub cold-stamping.
- stosowanie rzadkiej techniki: staloryt

## Druk farbami specjalnymi
Do zabezpieczeń stosowane są specjalne farby drukowe:
- optycznie zmienne (zwana OVI od ang. optically variable ink), które zmieniają swój kolor w zależności od kąta obserwacji bądź kąta padania światła,
- termochromowe, które pod wpływem określonej temperatury zmieniają barwę. Farby tego typu mogą zmieniać kolor na stałe lub na określony czas, zanikać (stawać się niewidoczne w świetle widzialnym) lub będąc niewidocznymi ujawniać się również na czas określony lub na stałe.
- fotochromowe, zmieniające barwę pod wpływem światła,
- fosforescencyjne, które emitują część zaabsorbowanego widma światła po uprzednim napromieniowaniu światłem w czasie powyżej 8 sekund,
- fluorescencyjne, które emitują część zaabsorbowanego widma światła po uprzednim napromieniowaniu światłem w czasie poniżej 8 sekund,
- luminescencyjne, aktywne w promieniach UV o różnych zakresach,
- reaktywne,
- magnetyczne, druk wykonany tymi farbami reaguje na silny magnes,
- opalizujące, farba transparentna, która oglądana pod odpowiednim kątem daje perłowy połysk,
- penetrujące – dwuskładnikowe, z których jeden penetruje podłoże i trwale się z nim łączy,
- antykseryczne, druk wykonany tymi farbami nie daje się skserować,

## Nanoszenie znaków metodą hot-stamping lub cold-stamping
Do nanoszenia stosowane są folie nakładane technikami hot-stamping na gorąco, przy użyciu nacisku i temperatury oraz cold-stamping – tylko nacisku, bez działania temperaturą. W obu przypadkach folia pokryta jest cienką warstwą spoiny klejowej. Wyróżniamy następujące typy elementów nanoszonych na podłoże tymi metodami:
- folia metaliczna,
- folia zawierająca elementy dyfrakcyjne (hologram, kinegram itp.) na podłożu transparentnym bądź metalicznym,
- folia nakładana matrycami strukturalnymi,
- folia znakowana laserem (laserowe wypalanie metalicznej warstwy folii)

## Druk specjalnych grafik
- concealogram
- EURion
- tło giloszowe
- druk irysowy
- mikrodruk
- numerowanie druku
- recto-verso
- zabezpieczenie biometryczne

## Inne zabezpieczenia
- umieszczanie w papierze tagów RFID
- efekt kątowy
- Bubble Tag